# プライムリーグ
プライム・リーグ（英語: Prime League）とは、シンガポールのサッカーリーグで、主にSリーグに参加するチームのリザーブチームによって行われていたリーグである。

## 概要
1997年に創設されたリーグで、Sリーグに所属するクラブは必ず参加しなければならない他、Sリーグに参加していないクラブであってもそのレベルが適当であれば参加する事が出来る。
全てのSリーグのクラブは最低15人、最高で20人をプライムリーグの選手として登録しなければならない。Sリーグに参加していないクラブに関しては最低15人、最高25人をプライムリーグの選手として登録する事が出来る。それぞれのチームは最低人数を割らないようにシーズン中保っていなければならない。外国人選手については、18歳から21歳までの選手でかつSリーグでプレイしない選手を対象に各チーム2名までの登録が認められている。また、Sリーグとの兼任選手については、Sリーグの最新試合に出場していない選手に限り出場する事が出来る。
プライムリーグに所属するクラブもカップ戦に出場する事が出来る。

## 歴代優勝クラブ
| 年   | 優勝                       | 準優勝                     |
| ---- | -------------------------- | -------------------------- |
| 1997 | SAFFC                      | バレスティア・カルサFC     |
| 1998 | ゲイラン・ユナイテッドFC   | ホーム・ユナイテッド       |
| 1999 | SAFFC                      | ホーム・ユナイテッド       |
| 2000 | SAFFC                      | ホーム・ユナイテッド       |
| 2001 | ホーム・ユナイテッド       | SAFFC                      |
| 2002 | ホーム・ユナイテッド       | SAFFC                      |
| 2003 | ホーム・ユナイテッド       | 新麒足球倶楽部             |
| 2004 | ホーム・ユナイテッド       | SAFFC                      |
| 2005 | 新麒足球倶楽部             | ゲイラン・ユナイテッドFC   |
| 2006 | ゲイラン・ユナイテッドFC   | SAFFC                      |
| 2007 | SAFFC                      | タンピネス・ローバースFC   |
| 2008 | 国立フットボールアカデミー | ゴンバク・ユナイテッドFC   |
| 2009 | ホーム・ユナイテッド       | タンピネス・ローバースFC   |
| 2010 |                            |                            |
| 2011 | ゲイラン・ユナイテッドFC   | ゴンバク・ユナイテッドFC   |
| 2012 | バレスティア・カルサFC     | 国立フットボールアカデミー |

## 統計
| クラブ                             | 1位 | 2位 | 3位 | 4位 |
| ---------------------------------- | --- | --- | --- | --- |
| ホーム・ユナイテッド               | 5   | 3   | 3   | 1   |
| SAFFC                              | 4   | 4   | 1   | 0   |
| ゲイラン・ユナイテッドFC           | 2   | 1   | 1   | 3   |
| 新麒足球倶楽部                     | 1   | 1   | 0   | 0   |
| 国立フットボールアカデミー         | 1   | 1   | 2   | 1   |
| バレスティア・カルサFC             | 1   | 1   | 1   | 2   |
| タンピネス・ローバースFC           | 0   | 2   | 1   | 3   |
| ゴンバク・ユナイテッドFC           | 0   | 1   | 2   | 0   |
| ウッドランド・ウェリントンFC       | 0   | 0   | 2   | 1   |
| タンジョン・パガー・ユナイテッドFC | 0   | 0   | 0   | 1   |
| ジュロンFC                         | 0   | 0   | 0   | 1   |